# Dina Asher-Smith
Geraldina « Dina » Asher-Smith, née le 4 décembre 1995 à Orpington (Grand Londres), est une athlète britannique spécialiste du sprint, championne du monde du 200 m en 2019 à Doha et sextuple championne d'Europe, dont deux fois sur 200 m, en 2016 et en 2018. Elle a également décroché deux médailles de bronze olympiques avec le relais 4 x 100 m à Rio en 2016 et à Tokyo en 2021.

## Biographie

### Débuts
Dina Asher-Smith se révèle en 2011 lors des Jeux de la Jeunesse du Commonwealth en remportant les titres du 200 mètres et du relais 4 x 100 m. Septième du 200 m lors des championnats du monde juniors de 2012, elle s'adjuge les titres du 200 m et du relais 4 x 100 m durant les championnats d'Europe juniors de 2013, à Rieti. 

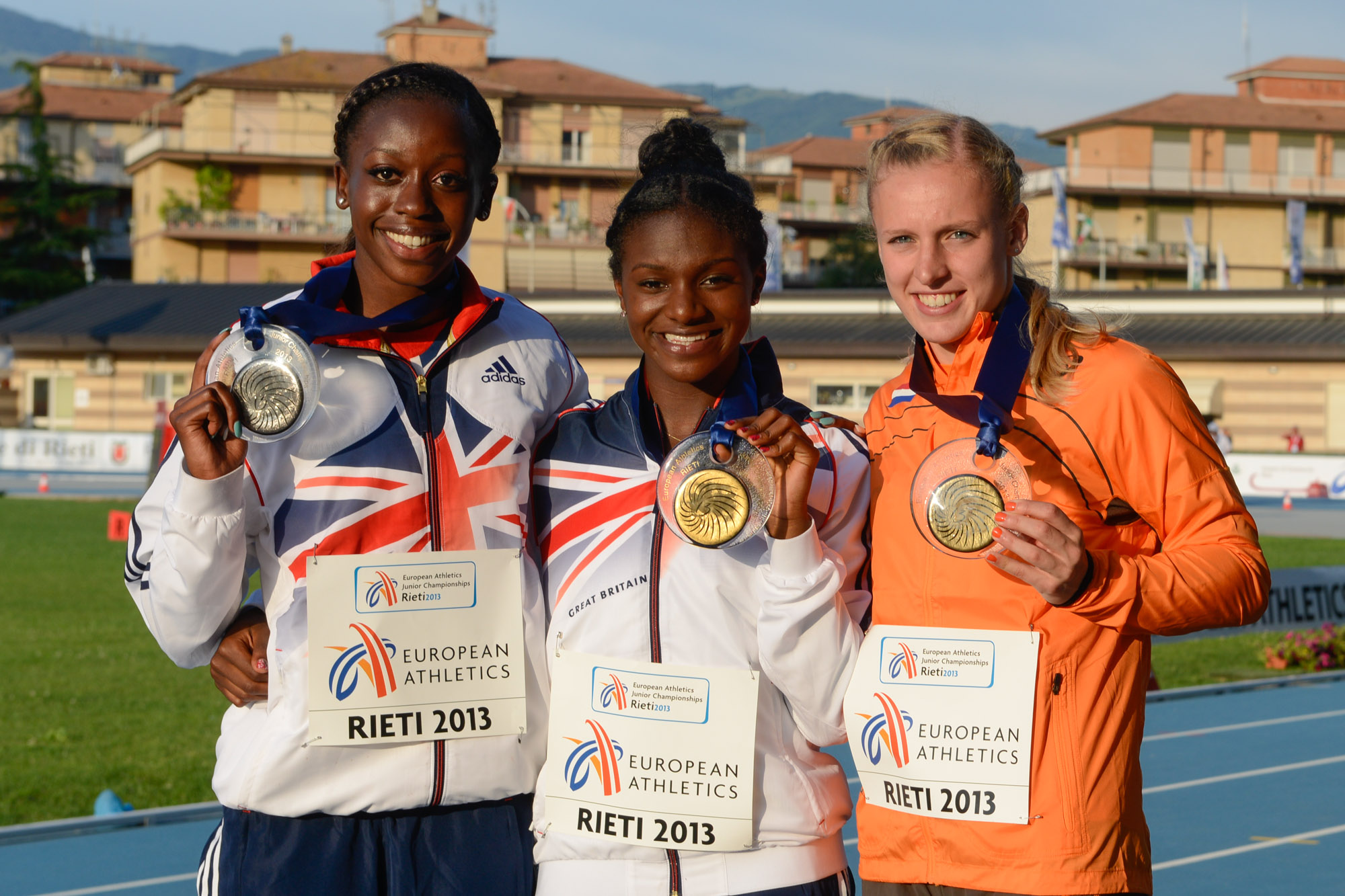
Desiree Henry, Dina Asher-Smith et Tessa van Schagen sur le podium des championnats d'Europe juniors 2013.

Sélectionnée pour les championnats du monde 2013, à Moscou, elle remporte la médaille de bronze du relais 4 × 100 mètres en compagnie de Ashleigh Nelson, Annabelle Lewis et Hayley Jones. Initialement quatrièmes, les relayeuses britanniques se voient adjuger la troisième place quelques heures plus tard à la suite de la disqualification du relais français pour un passage de relais hors zone.
En 2014, à Eugene, elle devient championne du monde junior du 100 m dans le temps de 11 s 23. Elle atteint la finale du 200 m des championnats d'Europe 2014, à Zurich, mais blessée à la cuisse, elle ne peut terminer la course.
En 2015, elle remporte la médaille d'argent du 60 mètres lors des championnats d'Europe en salle de Prague, devancée par la Néerlandaise Dafne Schippers. Asher-Smith établit à cette occasion un nouveau record national en 7 s 08. Le 24 mai 2015, lors des Fanny Blankers-Koen Games d'Hengelo, aux Pays-Bas, Dina Asher-Smith établit un nouveau record du Royaume-Uni du 100 m en 11 s 02 (+ 1,8 m/s), améliorant de 3/100e de seconde l'ancien record de Montell Douglas datant de 2008 puis améliore ce record le 25 juillet 2015 en 10 s 99, faisant d'elle la première Britannique sous les 11 secondes. Alignée sur 200 m aux championnats du monde, elle termine cinquième en 22 s 07, battant ainsi le record vieux de 31 ans de Kathy Cook.

### 1ertitre européen sur 200 m et médaille de bronze olympique sur 4x100 m (2016)
Le 7 juillet 2016, Dina Asher-Smith remporte le titre européen des Championnats d'Europe d'Amsterdam sur 200 m en 22 s 38, devant la Bulgare Ivet Lalova (22 s 52) et l'Allemande Gina Lückenkemper (22 s 74). Trois jours plus tard, elle remporte la médaille d'argent du relais 4 x 100 m en 42 s 45, derrière l'Équipe des Pays-Bas (42 s 04).
Aux Jeux olympiques de Rio, elle se qualifie pour la finale du 200 m où elle termine cinquième en 22 s 31, soit la même place que lors des championnats du monde de Pékin l'année précédente. Elle décroche ensuite la médaille de bronze avec le relais britannique du 4 x 100 m en 41 s 77, nouveau record du Royaume-Uni, derrière les intouchables équipes des Etats-Unis (41 s 01) et de Jamaïque (41 s 36).

### Vice-championne du monde du 4 x 100 m (2017)

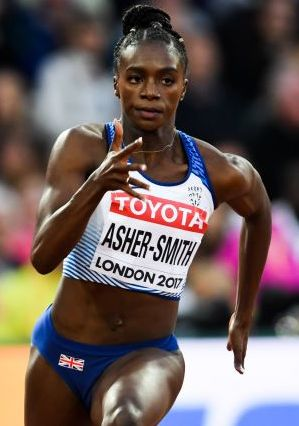
Dina Asher-Smith aux championnats du monde de 2017.

Le 17 février 2017, elle met fin à sa saison hivernale à la suite d'une fracture du pied. Le 8 août, en séries du 200 m des Championnats du monde de Londres, elle réalise son meilleur temps de la saison en 22 s 73, qui était jusque-là de 22 s 89. Deux jours plus tard, elle égale ce chrono de 22 s 73 et se qualifie pour la finale, échouant au pied du podium en 22 s 22. Elle se console le lendemain avec la médaille d'argent obtenue sur le relais 4 x 100 m derrière les Etats-Unis, en compagnie de ses compatriotes Asha Philip, Desiree Henry et Daryll Neita, soit la même équipe que lors des JO de 2016.

### Triplé en or historique aux championnats d'Europe de Berlin (2018)
En avril 2018, Dina Asher-Smith décroche la médaille de bronze du 200 m des Jeux du Commonwealth de Gold Coast : en 22 s 29, son meilleur temps de la saison, elle est devancée par la Bahaméenne Shaunae Miller-Uibo (22 s 11) et la Jamaïcaine Shericka Jackson (22 s 18). Quelques jours plus tard, avec l'équipe d'Angleterre, elle est sacrée au relais 4 x 100 m en 42 s 46. Le 26 mai, à Eugene, elle termine 6e du 100 m du Prefontaine Classic en 11 s 06 (+ 1,9 m/s), son meilleur temps sur la distance depuis 2015. Mais à Oslo, le 7 juin, la Britannique termine 2e de la course derrière Murielle Ahouré (10 s 91), en battant son propre record du Royaume-Uni en 10 s 92 (+ 1,6 m/s). Elle confirme à Stockholm trois jours plus tard en battant Ahouré en 10 s 93 (- 0,1 m/s). Le 30 juin, elle remporte les championnats nationaux en établissant un nouveau record des championnats en 10 s 97.
Alignée sur 100 m, 200 m et 4 x 100 m aux championnats d'Europe de Berlin, Dina Asher-Smith commence sa campagne par la plus courte distance : auteure de 10 s 93 en demi-finale, malgré un très mauvais temps de réaction, elle se rattrape en finale et ne laisse aucune chance à ses adversaires, remportant son premier titre européen sur la distance en 10 s 85. Elle bat ainsi son record du Royaume-Uni de sept centièmes, égale la meilleure performance mondiale de l'année de l'Ivoirienne Marie-Josée Ta Lou, et devance sur le podium l'Allemande Gina Lückenkemper (10 s 98) et la double tenante du titre néerlandaise Dafne Schippers (10 s 99). Sur 200 m, la Britannique remporte la finale et conserve son titre acquis en 2016, en 21 s 89 (+ 0,2 m/s), descendant pour la première fois de sa carrière sous les 22 secondes et signant la meilleure performance mondiale de l'année. Elle devance sur le podium les Néerlandaises Dafne Schippers (22 s 14) et Jamile Samuel (22 s 37). Enfin, lors du dernier jour de compétition, Dina Asher-Smith remporte avec le relais 4 x 100 m le titre européen en 41 s 88, devant les Pays-Bas (42 s 15) et l'Allemagne (42 s 23). Ainsi, la Britannique de 22 ans repart de Berlin en réalisant un triplé historique, exploit que seules deux femmes ont réalisé auparavant lors des championnats d'Europe : Petra Vogt en 1969 et Katrin Krabbe en 1991.

### Championne du monde du 200 m à Doha (2019)

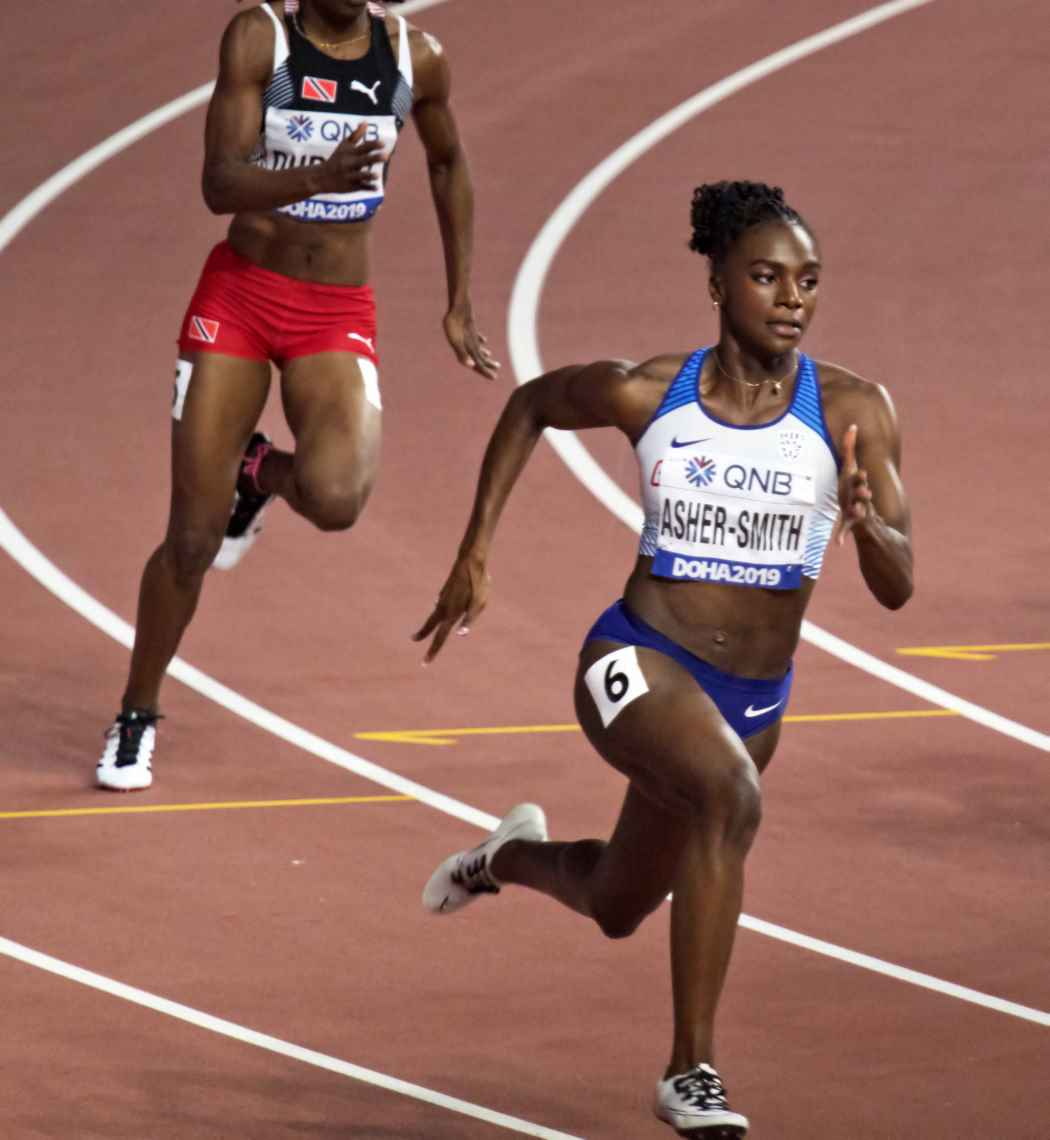
Lors des championnats du monde 2019 à Doha.

En 2019, la Britannique multiplie les 100 m en dessous des 11 secondes, comme au Golden Gala de Rome (2e en 10 s 94), à l'Athletissima de Lausanne (2e en 10 s 91), au meeting de Londres (2e en 10 s 92) ou encore aux championnats de Grande-Bretagne (1ère en 10 s 96). Comme conclusion de cette bonne saison sur 100 m, elle remporte les finales de la Ligue de diamant à Bruxelles le 6 septembre avec le temps de 10 s 88, devant Shelly-Ann Fraser-Pryce et Marie-Josée Ta Lou. Elle s'aligne également sur 200 m lors de nombreux meetings, et termine deuxième des finales de la Ligue de diamant sur la distance à Zurich le 29 août, battue par la Bahaméenne Shaunae Miller-Uibo. 
Aux championnats du monde 2019 à Doha, au Qatar, elle devient vice-championne du monde du 100 m derrière Shelly-Ann Fraser-Pryce en 10 s 83, abaissant ainsi de deux centièmes son propre record du Royaume-Uni. Elle remporte ensuite le titre mondial sur 200 m en 21 s 88, record du Royaume-Uni battu de un centième de seconde, devant l'Américaine Brittany Brown (22 s 22) et la Suissesse Mujinga Kambundji (22 s 51) . Elle devient à cette occasion la première athlète britannique à décrocher une médaille d'or sur une épreuve de sprint aux Mondiaux. Le 5 octobre, elle obtient la médaille d'argent sur le relais 4 x 100 m en 41 s 82, et repart donc de ces Mondiaux avec trois médailles au total. 

### Deuxième médaille de bronze olympique sur 4 x 100 m (2021)
Lors de la saison 2021, Dina Asher-Smith réalise son meilleur chrono sur 100 m en demi-finale des sélections olympiques britanniques à Manchester, avec le temps de 10 s 91. En finale, la vice-championne du monde 2019 croit s'imposer initialement en 10 s 71, ce qui aurait constitué un nouveau record d'Europe, mais le temps affiché est finalement corrigé en 10 s 97. Pendant ces championnats, la Britannique contracte une blessure aux ischio-jambiers qui l'oblige à déclarer forfait pour le meeting de Ligue de diamant de Londres.
Aux Jeux Olympiques de Tokyo fin juillet, elle est toujours handicapée par cette blessure et ne parvient pas à passer le cap des demi-finales sur 100 m, terminant seulement troisième de sa course en 11 s 05, un temps insuffisant pour se qualifier en finale. Elle annonce ensuite renoncer au 200 m, distance sur laquelle elle était pourtant favorite pour le titre, mais participe tout de même au relais 4 x 100 m avec ses coéquipières Daryll Neita, Asha Philip et Imani Lansiquot. Le relais britannique améliore en série le record national en 41 s 55, puis prend la troisième place de la finale en 41 s 88 derrière la Jamaïque et les Etats-Unis, ce qui permet à Asher-Smith d'empocher la deuxième breloque de bronze olympique de sa carrière.
Aux championnats du monde 2022 à Eugene, Dina Asher-Smith se classe tout d'abord quatrième du 100 m en 10 s 83, égalant le record du Royaume-Uni. Elle remporte ensuite la médaille de bronze sur 200 m, devancée par Shericka Jackson et Shelly-Ann Fraser-Pryce, dans le temps de 22 s 02. Un mois plus tard Dina Asher-Smith remporte la médaille d'argent du 200m aux Championnats d'Europe en 22 s 43, derrière la suissesse Mujinga Kambundji. Elle ne termine pas la finale du 100m victime de crampes aux mollets.

## Palmarès

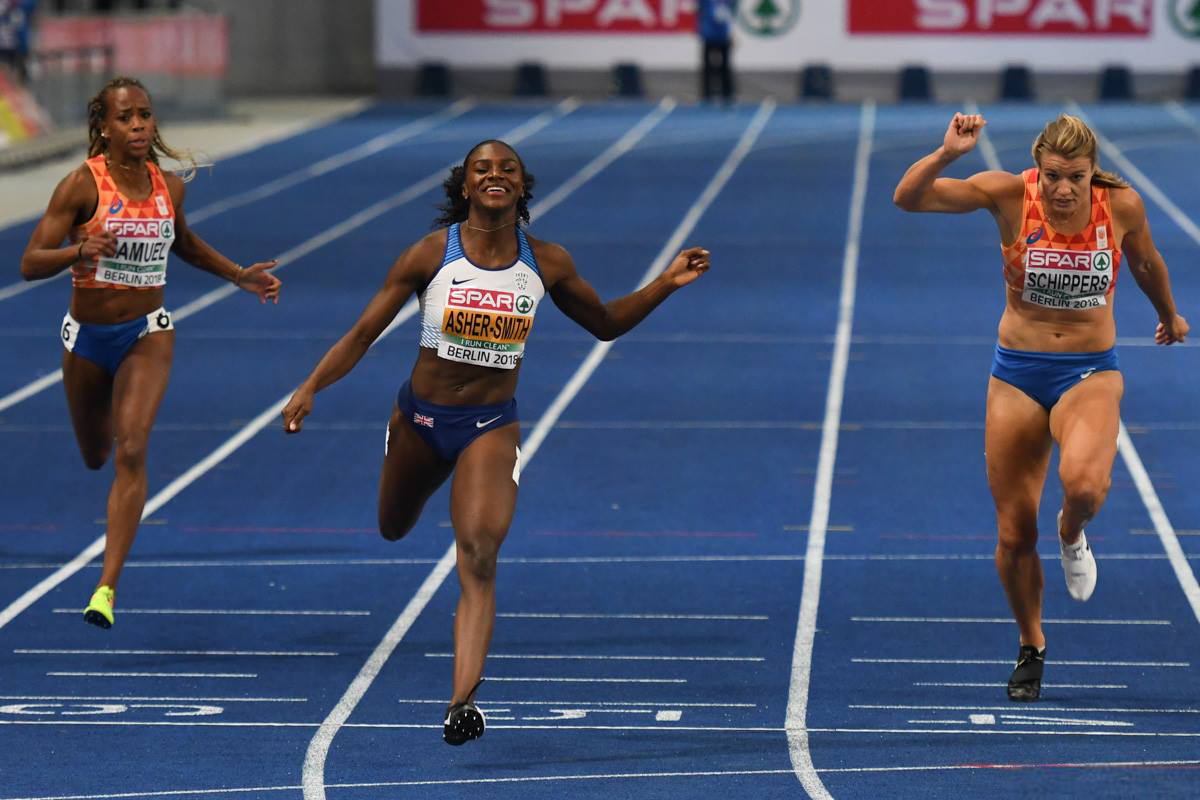
Dina Asher-Smith s'imposant sur 200 m aux championnats d'Europe 2018

| Date | Compétition                        | Lieu                               | Résultat | Épreuve   | Temps   |
| ---- | ---------------------------------- | ---------------------------------- | -------- | --------- | ------- |
| 2013 | Championnats d'Europe juniors      | Rieti                              | 1re      | 200 m     | 23 s 29 |
| 2013 | Championnats d'Europe juniors      | Rieti                              | 1re      | 4 × 100 m | 43 s 81 |
| 2013 | Championnats du monde              | Moscou                             | 3e       | 4 × 100 m | 42 s 87 |
| 2014 | Championnats du monde juniors      | Eugene                             | 1re      | 100 m     | 11 s 23 |
| 2014 | Championnats d'Europe              | Zürich                             | finale   | 200 m     | DNF     |
| 2015 | Championnats d'Europe en salle     | Prague                             | 2e       | 60 m      | 7 s 08  |
| 2015 | Championnats du monde              | Pékin                              | 5e       | 200 m     | 22 s 07 |
| 2015 | Championnats du monde              | Pékin                              | 4e       | 4 × 100 m | 42 s 10 |
| 2016 | Championnats du monde en salle     | Portland                           | finale   | 60 m      | DNS     |
| 2016 | Championnats d'Europe              | Amsterdam                          | 1re      | 200 m     | 22 s 38 |
| 2016 | Championnats d'Europe              | Amsterdam                          | 2e       | 4 × 100 m | 42 s 45 |
| 2016 | Jeux olympiques                    | Rio de Janeiro                     | 5e       | 200 m     | 22 s 31 |
| 2016 | Jeux olympiques                    | Rio de Janeiro                     | 3e       | 4 × 100 m | 41 s 77 |
| 2016 | Ligue de diamant                   | Ligue de diamant                   | 3e       | 200 m     | détails |
| 2017 | Championnats du monde              | Londres                            | 4e       | 200 m     | 22 s 22 |
| 2017 | Championnats du monde              | Londres                            | 2e       | 4 × 100 m | 42 s 12 |
| 2018 | Jeux du Commonwealth               | Gold Coast                         | 3e       | 200 m     | 22 s 29 |
| 2018 | Jeux du Commonwealth               | Gold Coast                         | 1re      | 4 × 100 m | 42 s 46 |
| 2018 | Championnats d'Europe              | Berlin                             | 1re      | 100 m     | 10 s 85 |
| 2018 | Championnats d'Europe              | Berlin                             | 1re      | 200 m     | 21 s 89 |
| 2018 | Championnats d'Europe              | Berlin                             | 1re      | 4 × 100 m | 41 s 88 |
| 2018 | Ligue de diamant                   | Ligue de diamant                   | 2e       | 100 m     | 11 s 08 |
| 2018 | Coupe continentale                 | Ostrava                            | 2e       | 100 m     | 11 s 16 |
| 2018 | Coupe continentale                 | Ostrava                            | 2e       | 4 x 100 m | 42 s 55 |
| 2019 | Ligue de diamant                   | Ligue de diamant                   | 1re      | 100 m     | 10 s 88 |
| 2019 | Ligue de diamant                   | Ligue de diamant                   | 2e       | 200 m     | 22 s 08 |
| 2019 | Championnats du monde              | Doha                               | 2e       | 100 m     | 10 s 83 |
| 2019 | Championnats du monde              | Doha                               | 1re      | 200 m     | 21 s 88 |
| 2019 | Championnats du monde              | Doha                               | 2e       | 4 x 100 m | 41 s 82 |
| 2021 | Jeux olympiques                    | Tokyo                              | 3e       | 4 x 100 m | 41 s 88 |
| 2022 | Championnats du monde              | Eugene                             | 4e       | 100 m     | 10 s 83 |
| 2022 | Championnats du monde              | Eugene                             | 3e       | 200 m     | 22 s 02 |
| 2022 | Championnats du monde              | Eugene                             | 6e       | 4 x 100 m | 42 s 75 |
| 2022 | Championnats d'Europe              | Munich                             | 8e       | 100 m     | 16 s 03 |
| 2022 | Championnats d'Europe              | Munich                             | 2e       | 200 m     | 22 s 43 |
| 2023 | Circuit mondial en salle de l'IAAF | Circuit mondial en salle de l'IAAF | 2e       | 60 m      | détails |
| 2023 | Championnats du monde              | Budapest                           | 8e       | 100 m     | 11 s 00 |
| 2023 | Championnats du monde              | Budapest                           | 7e       | 200 m     | 22 s 34 |
| 2023 | Championnats du monde              | Budapest                           | 3e       | 4 x 100 m | séries  |
| 2024 | Championnats d'Europe              | Rome                               | 1re      | 100 m     | 10 s 99 |
| 2024 | Championnats d'Europe              | Rome                               | 1re      | 41 s 91   |         |
| 2024 | Jeux olympiques                    | Paris                              | 4e       | 200 m     | 22 s 22 |
| 2024 | Jeux olympiques                    | Paris                              | 2e       | 4 × 100 m | 41 s 85 |

## Records
| Épreuve      | Temps           | Vent         | Lieu         | Date              |
| En plein air | En plein air    | En plein air | En plein air | En plein air      |
| ------------ | --------------- | ------------ | ------------ | ----------------- |
| 100 m        | 10 s 83 (NR)    | +0,1         | Doha         | 29 septembre 2019 |
| 200 m        | 21 s 88 (NR)    | +0,9         | Doha         | 2 octobre 2019    |
| 4 × 100 m    | 41 s 55 (NR)    |              | Tokyo        | 5 août 2021       |
| En salle     |                 |              |              |                   |
| 60 m         | 7 s 03 (NR)     | -            | Birmingham   | 25 février 2023   |
| 200 m        | 23 s 15 (AU20R) |              | Sheffield    | 2 mars 2014       |